# ويل غريغوري
ويل غريغوري (بالإنجليزية: Will Gregory)‏ هو كاتب أغاني وموسيقي ومنتج أسطوانات بريطاني، ولد في 17 سبتمبر 1959 في برستل في المملكة المتحدة.

## وصلات خارجية
- ويل غريغوري على موقع IMDb (الإنجليزية)
- ويل غريغوري على موقع ميوزك برينز (الإنجليزية)
- ويل غريغوري على موقع أول ميوزيك (الإنجليزية)
- ويل غريغوري على موقع ديسكوغز (الإنجليزية)
- ويل غريغوري على موقع قاعدة بيانات الفيلم (الإنجليزية)